# Bultkroos
Bultkroos (Lemna gibba) is een overblijvende waterplant die (tegenwoordig) wordt gerekend tot de aronskelkfamilie (Araceae). De plant bestaat uit een schijfje dat een bladachtige stengel zonder bladeren is en heeft één worteltje. Het 3-6 × 2-5 mm grote schijfje van dit plantje is dik en sponsachtig. Van boven is het schijfje bijna vlak en van onderen sterk bolvormig gewelfd. Als het schijfje tegen het licht gehouden wordt zijn de zeven tot twaalf grote luchtholten goed zichtbaar. Het schijfje heeft meestal vijf nerven. Bultkroos plant zich hoofdzakelijk vegetatief voort.

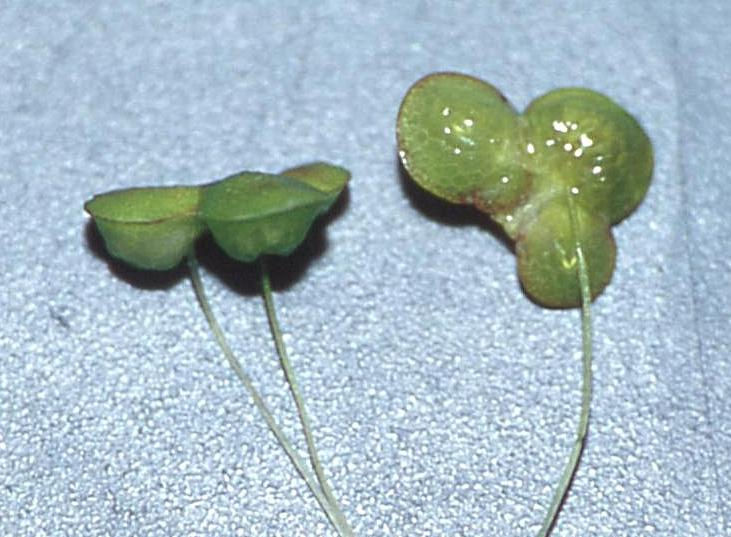
Zij- en onderaanzicht

In de herfst wordt zetmeel in de plant opgeslagen, waarna deze naar de bodem zinkt en daar overwintert.
Bultkroos bloeit van april tot juli met groene bloempjes.
De vrucht is aan de zijkanten gevleugeld.
De plant komt voor in zoet tot brak, zeer voedselrijk water.

## Namen in andere talen
- Duits: Bucklige Wasserlinse
- Engels: Fat Duckweed
- Frans: Lentille d'eau bossue